# Al-Ahmadi
Al-Ahmadi (arab.  الاحمدي), miasto w południowo-wschodnim  Kuwejcie; liczy 41 500 mieszkańców (2006); siedziba gubernatorstwa Al-Ahmadi; zbiorniki ropy naftowej; zakład odsalania wody morskiej; połączenie rurociągami naftowymi z pobliskim portem naftowym Mina al-Ahmadi i ośrodkiem wydobycia ropy naftowej Burkan.